# Zarafshan
Zarafshan o Zarafshon (in uzbeco Зарафшон?; in russo Зарафшан?) è una città dell'Uzbekistan, situata nella regione di Navoiy, nel centro del Paese.
Abitata da circa 68.300 persone (2009), è localizzata nel deserto del Kizilkum e riceve acqua dall'Amu Darya attraverso una linea di 220 km. È un centro industriale a impatto minerario e metallurgico.